# 姚期智
姚期智（英語：Andrew Chi-Chih Yao；1946年12月24日—），男，汉族，湖北孝感人，生于上海，中国计算机科学家，2000年图灵奖得主，是目前唯一一位获得此奖项的华人。现任清华大学人工智能学院院长, 清华大学交叉信息研究院院长、清华大学理论计算机科学研究中心主任兼教授、香港中文大學博文講座教授、新竹國立清華大學榮譽講座，以及國立臺灣大學特聘研究講座教授。

## 生平
姚期智是湖北孝感人，1946年12月24日出生于上海，幼年随父母移居臺湾，在臺灣長大、受教育。
1967年，姚期智毕业于国立臺湾大学，获物理学学士学位。之后赴美国深造。1972年获哈佛大学物理学博士学位，1975年获伊利诺伊大学香槟分校（UIUC）计算机科学博士学位。之后，1975年9月至1976年8月任麻省理工学院数学系助理教授，1976年9月至1981年8月任斯坦福大学计算机系助理教授。1981年9月至1982年9月任加州大学伯克利分校计算机教授。1982年10月至1986年6月任斯坦福大学计算机系教授。1986年7月至2004年6月任普林斯顿大学计算机科学系William and Edna Macaleer工程与应用科学教授。
2004年9月至今任北京清华大学高等研究中心教授。2005年1月至今任香港中文大学博文讲座教授。2007年3月29日，姚期智领导成立了北京清华大学理论计算机科学研究中心。2007年12月6日，姚期智在新竹國立清華大學應聘擔任榮譽講座。2010年12月30日领导成立了北京清华大学交叉信息研究院，2011年1月出任院长。2024年4月27日领导成立了北京清华大学人工智能学院，出任院长。
2015年，姚期智放弃美国国籍。2017年2月21日，由中国科学院外籍院士转为中国科学院院士，加入中国科学院信息技术科学部。

## 获奖
- 1987年，获得美国工业与应用数学学会（英语：Society for Industrial and Applied Mathematics）波利亞獎[9]
- 1996年，获得计算机协会算法与计算理论分会（ACM SIGACT）高德納獎
- 2000年，获得计算机协会图灵奖[10]
- 2021年，获得日本稻盛基金会京都奖[11]

## 荣誉
- 1998年，当选美国国家科学院院士
- 2000年，当选美国人文及科学院院士
- 2000年，当选中華民國中央研究院院士
- 2004年，当选中国科学院外籍院士
- 2017年，转为中国科学院院士

## 家庭
妻子儲楓，2004年至2011年在香港城市大學電腦科學系擔任系主任。

## 研究方向
- 算法分析
- 计算复杂性
- 通讯复杂性
- 密码协议
- 量子计算